# Cylindrolaimus baradlanus
Cylindrolaimus baradlanus är en rundmaskart som beskrevs av Andrassy 1959. Cylindrolaimus baradlanus ingår i släktet Cylindrolaimus och familjen Axonolaimidae. Inga underarter finns listade i Catalogue of Life.